# Amadocs
Els amàdocs (en grec antic: Ἀμάδοκοι, llatí: Amadoci) van ser un poble de Tràcia que esmenta Hel·lànic de Mitilene. Claudi Ptolemeu esmenta el país d'Amadòcia i les muntanyes Amadòcies, a l'est del riu Borístenes (Dnièper), amb una ciutat de nom Amàdoca i un llac homònim, d'on neix un riu que és un afluent del Borístenes.